# 4705 Секкі
4705 Секкі (4705 Secchi) — астероїд головного поясу, відкритий 13 лютого 1988 року.
Тіссеранів параметр щодо Юпітера — 3,545.
Названо на честь Анджело Секкі (італ. Angelo Pietro Secchi; 1818-1878) — італійського священика і астронома.